# 圣索沃尔 (索姆省)
圣索沃尔（法語：Saint-Sauveur，法語發音：[sɛ̃ sovœʁ] ⓘ）是法国上法蘭西大區索姆省的一个市镇，属于亚眠区。

## 地理
圣索沃尔（49°56'15"N, 2°12'39"E）面积9.04 平方千米，位于法国上法蘭西大區索姆省，该省份为法国北部沿海省份，北起加来海峡省和北部省，西接滨海塞纳省和大西洋英吉利海峡，南至瓦兹省，东临埃纳省。
与圣索沃尔接壤的市镇（或旧市镇、城区）包括：索姆河畔阿伊、阿尔格沃、拉绍塞蒂朗库尔、德勒伊莱萨米安、圣瓦斯特昂绍塞、沃昂纳米耶努瓦。
圣索沃尔的时区为UTC+01:00、UTC+02:00（夏令时）。

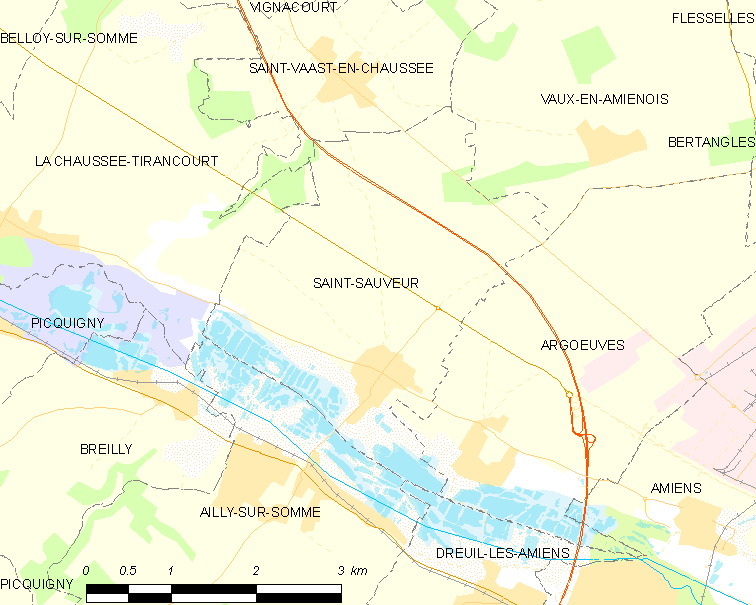
圣索沃尔的OSM定位图

## 行政
圣索沃尔的邮政编码为80470，INSEE市镇编码为80718。

## 政治
圣索沃尔所属的省级选区为索姆河畔阿伊县。

## 人口

1962-2008年间圣索沃尔人口变化图示

圣索沃尔于2022年1月1日时的人口数量为1336人。